# 马讷维莱特
马讷维莱特（法語：Mannevillette，法語發音：[manvilɛt]）是法国滨海塞纳省的一个市镇，属于勒阿弗尔区。

## 地理
马讷维莱特（49°35'49"N, 0°10'29"E）面积4.21 平方千米，位于法国诺曼底大区滨海塞纳省，该省份为法国北部沿海省份，其西部及北部濒大西洋英吉利海峡，东起顺时针与索姆省、瓦兹省、厄尔省和卡爾瓦多斯省接壤。
与马讷维莱特接壤的市镇（或旧市镇、城区）包括：滨海科维尔、丰特奈、罗勒维尔、圣茹安-布吕讷瓦勒、圣马丹迪贝克。

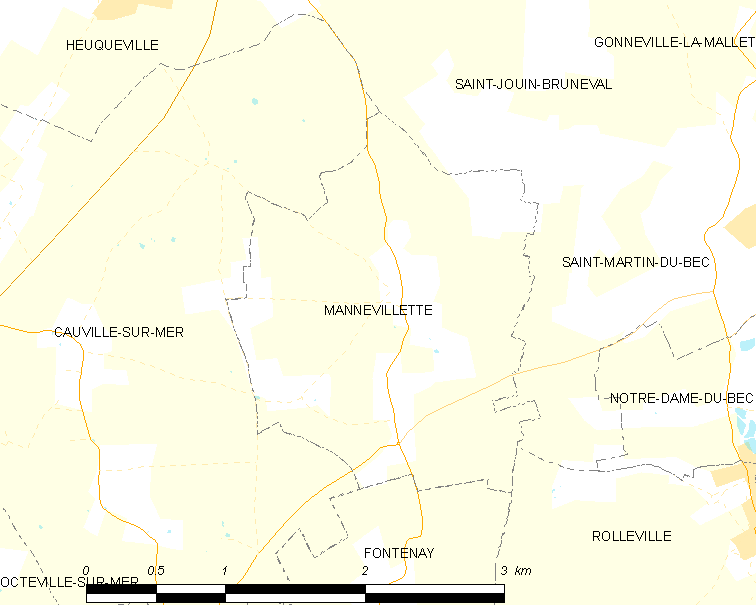
马讷维莱特的OSM定位图

马讷维莱特的时区为UTC+01:00、UTC+02:00（夏令时）。

## 行政
马讷维莱特的邮政编码为76290，INSEE市镇编码为76409。

## 政治
马讷维莱特所属的省级选区为滨海奥克特维尔县。

## 人口

1962-2008年间马讷维莱特人口变化图示

马讷维莱特于2022年1月1日时的人口数量为926人。